# Phyllis Johnson
Pour les articles homonymes, voir Johnson.
Phyllis Wyatt Johnson, née le 8 décembre 1886 et morte le 2 décembre 1967, est une patineuse artistique britannique.

## Biographie

### Carrière sportive
Le couple qu'elle formait avec son mari James H. Johnson fut champion du monde de patinage artistique en 1909 et 1912 et médaillé d'argent aux Jeux olympiques d'été de 1908. Elle est aussi médaillée de bronze avec Basil Williams aux Jeux olympiques d'été de 1920.
Elle remporte individuellement aux Championnats du monde une médaille d'argent en 1913, deux médailles de bronze en 1912 et 1914, termine quatrième des Jeux olympiques d'été de 1920 et remporte les Championnats de Grande-Bretagne de patinage artistique en 1921.

## Palmarès

### En individuel
| Compétition | 1912 | 1913 | 1914 | 1915 | 1916 | 1917 | 1918 | 1919 | 1920 | 1921 |
| Jeux olympiques d'hiver | X    |      |      |      | JA   |      |      |      | 4e   |      |
| Championnats du monde | 3e   | 2e   | 3e   | CA   | CA   | CA   | CA   | CA   | CA   | CA   |
| Championnats de Grande-Bretagne |      | 2e   | 2e   | CA   | CA   | CA   | CA   | CA   | CA   | 1re  |
| Légende : X = Pas de patinage artistique aux Jeux olympiques d'été de 1912 ; JA = Jeux olympiques d'été annulés ; CA = Championnats annulés |      |      |      |      |      |      |      |      |      |      |

### En couple artistique
Avec deux partenaires :
- James H. Johnson (1908-1912)
- Basil Williams (1920)

| Compétition | 1908 | 1909 | 1910 | 1911 | 1912 | 1913 | 1914 | 1915 | 1916 | 1917 | 1918 | 1919 | 1920 |
| Jeux olympiques d'hiver | 2e   |      |      |      | X    |      |      |      | JA   |      |      |      | 3e   |
| Championnats du monde |      | 1re  | 3e   |      | 1re  |      |      | CA   | CA   | CA   | CA   | CA   | CA   |
| Championnats de Grande-Bretagne |      |      |      |      |      |      | 1re  | CA   | CA   | CA   | CA   | CA   | CA   |
| Légende : X = Pas de patinage artistique aux Jeux olympiques d'été de 1912 ; JA = Jeux olympiques d'été annulés ; CA = Championnats annulés |      |      |      |      |      |      |      |      |      |      |      |      |      |